# The Source Hip-Hop Music Awards 1999
The Source Hip-Hop Music Awards 1999 to kolejna składanka z serii „Hip-Hop Music Awards” prezentowana przez magazyn „The Source”. Została wydana w 1999 roku.

## Lista utworów
1. "Can I Get A..." (Jay-Z ft. Amil & Ja Rule)
2. "Ha" (Juvenile)
3. "My Name Is" (Eminem)
4. "It Ain't My Fault" (Silkk The Shocker)
5. "Party Is Goin' Over Here" (Busta Rhymes)
6. "It's On" (DJ Clue ft. DMX)
7. "I'll Be Dat" (Redman)
8. "Superthug" (Noreaga)
9. "Deja Vu (Uptown Baby)" (Lord Tariq & Peter Gunz)
10. "Thug Girl" (Master P)
11. "Is It You? (Deja Vu)" (Made Men)
12. "Break ups 2 Make Ups" (Method Man)
13. "Skew It On The Bar-B" (Outkast)
14. "Joints & Jam" (The Black Eyed Peas)
15. "Militia" (Gang Starr)
16. "Find A Way" (A Tribe Called Quest)
17. "You Got Me" (The Roots)
18. "5 Mics (The Source Anthem)" (Kurupt)